# آوگوستین بوبنیک
آوگوستین بوبنیک (چکی: Augustin Bubník; ۲۱ نوامبر ۱۹۲۸ – ۱۸ آوریل ۲۰۱۷) بازیکن هاکی روی یخ، و سیاستمدار اهل چکسلواکی بود.